# Casas de Don Gómez
Casas de Don Gómez è un comune spagnolo di 338 abitanti situato nella comunità autonoma dell'Estremadura.